# Hervé Ladsous

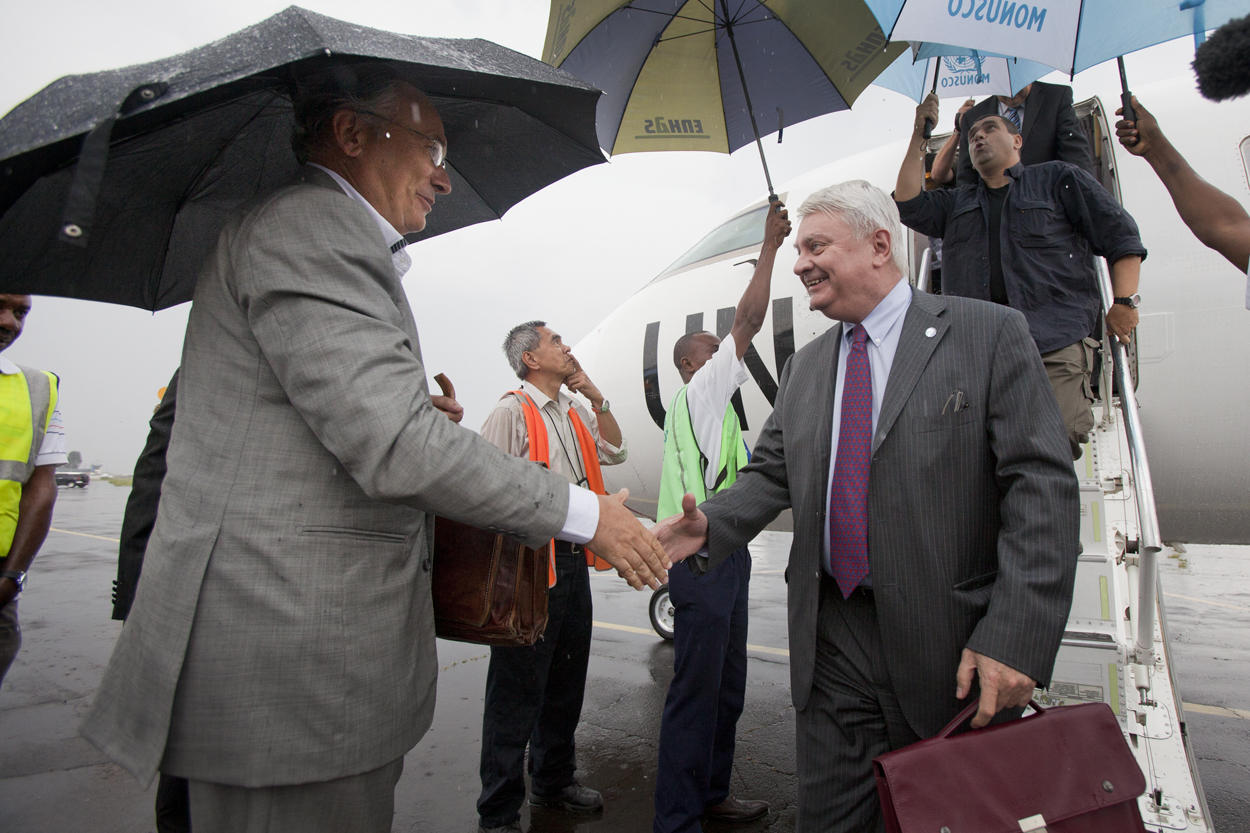
Subsecretário-geral para Operações de Manutenção da Paz, Hervé Ladsous chega a Goma, em 11 de setembro de 2012

Hervé Ladsous (nascido em 1950) é o ex-subsecretário-geral das Nações Unidas para Operações de Manutenção da Paz. Ele foi nomeado para este cargo pelo secretário-geral das Nações Unidas, Ban Ki-moon, em 2 de setembro de 2011, seguindo Alain Le Roy.
Ladsous é formado em direito e tem diploma em malaio chinês e indonésio pela Escola Nacional de Estudos Orientais de Paris. 
Em 1971, ingressou no Ministério das Relações Exteriores da França e esteve em Hong Kong, Camberra, Pequim e Genebra. Ele também atuou como Diretor-Geral Adjunto do Departamento para as Américas e serviu no Haiti como Encarregado de Negócios ad interim. Posteriormente, foi nomeado Vice-Representante Permanente junto às Nações Unidas na cidade de Nova York.
Os cargos de Ladsous no Serviço de Relações Exteriores da França incluem Chefe de Gabinete do Ministro dos Negócios Estrangeiros, embaixador na China, Indonésia e Timor-Leste, porta-voz do Ministério das Relações Exteriores e Diretor-Geral para a Ásia e Oceania, bem como Representante Permanente na Organização para a Segurança e Cooperação na Europa (OSCE) em Viena.
Ele é casado e tem três filhos.